# Javier Etxebarria Azarloza
Javier Etxebarria Azarloza (Amorebieta-Echano, Vizcaya, 3 de diciembre de 1940 - Galdácano, 11 de julio de 2016) fue un futbolista español que jugaba de portero.

## Biografía
Inició su carrera profesional, en 1959, en las filas del CD Basconia en Segunda División. En 1961 fichó por el Athletic Club, aunque tuvo que esperar al 8 de noviembre de 1964 para hacer su debut oficial. Incluso, durante la temporada 1962-63, fue cedido a la SD Indautxu. La coincidencia temporal con el veterano Carmelo Cedrún y, poco después, con un joven José Ángel Iribar le impidió jugar con asiduidad. En 1966, después de haber jugado tres encuentros oficiales con el equipo rojiblanco, fichó por el Centre d'Esports Sabadell Futbol Club. En el equipo arlequinado pasó tres temporadas como guardameta suplente. También pasó por las filas del CA Osasuna, ya en Segunda División.

## Clubes
| Club                         | País   | Temporadas |
| ---------------------------- | ------ | ---------- |
| CD Basconia                  | España | 1959-1961  |
| Athletic Club                | España | 1961-1962  |
| SD Indautxu                  | España | 1962-1963  |
| Athletic Club                | España | 1963-1966  |
| Centre d'Esports Sabadell FC | España | 1966-1969  |
| CA Osasuna                   | España | 1969-1970  |
| Agrupación Deportiva Ceuta   | España | 1970-1972  |